# Coleophora chiarelliae
Coleophora chiarelliae é uma espécie de mariposa do gênero Coleophora pertencente à família Coleophoridae.